# Jean Stern
Pour les articles homonymes, voir Jean Stern (journaliste) et Stern.
Pour les autres membres de la famille, voir Famille Stern.
Jean Stern (19 février 1875 à Paris 8e - 15 décembre 1962 à Paris 16e) est un banquier, homme de lettres et escrimeur français, ayant pour arme l'épée.

## Biographie
Fils du banquier Louis Stern (1844-1900) et d'Ernesta de Hierschel, et petit-fils d'Antoine Jacob Stern, il épouse en 1904, à Bruxelles, Claude Lambert, fille du baron Léon Lambert et de la baronne Zoé Lucie Betty de Rothschild.
Banquier, il est propriétaire-éleveur de chevaux de course, ce qui le conduit à présider plusieurs sociétés de courses de chevaux, notamment celle de Chantilly. Jean Stern est l'un des plus grands propriétaires de sport hippique de son temps, avec son élevage basé au haras de Saint-Pair-du-Mont, dont il est locataire à partir de 1948, puis propriétaire à partir de 1960. Son meilleur cheval, Sicambre, est l'un des plus grands champions des années 50, vainqueur de huit de ses neuf courses, parmi lesquels le Grand Critérium, le Prix du Jockey Club et le Grand Prix de Paris, avant qu'une blessure mette un terme prématuré à sa carrière.
Il est sacré champion olympique d'escrime en épée par équipes aux Jeux olympiques d'été de 1908 à Londres.
Il sert comme capitaine de cavalerie, au 3e régiment de hussards, durant la Première Guerre mondiale.
Il se consacre par la suite aux lettres sous le pseudonyme de Maurice Serval et devient membre de la Société d'histoire littéraire de la France. L’Académie française lui décerne le prix Charles-Blanc en 1931 pour son ouvrage "À l'ombre de Sophie Arnould. François-Joseph Belanger, architecte des Menus-Plaisirs. Premier architecte du comte d'Artois" .
Il est fait officier de la Légion d'honneur (1952), officier de l'Instruction publique et chevalier de l'ordre de Léopold, distingué par la Military Cross et de la Médaille interalliée de la Victoire.
Il affronte en duel le 18 janvier 1904 Robert de Montesquiou, après la parution d'un article de celui-ci critiquant sa mère. Il gagne sans peine.

## Distinctions
- Officier de l'Instruction publique
- Chevalier de l'ordre de Léopold
- Officier de la Légion d'honneur

## Publications
- Les courses de Chantilly sous la Monarchie de Juillet (1913)
- Sites balzaciens. Au pays de la Grenadière (1928)
- La Rabouilleuse ; Les Sites et les gens (1911)
- Autour d'un roman de Balzac : Les Chouans (1921)
- Autour de Balzac. "Le Lys dans la vallée" (1927)
- À l'ombre de Sophie Arnould. François-Joseph Bellanger, architecte des Menus-Plaisirs. Premier architecte du comte d'Artois (1930). Deux tomes publiés sous son nom de Jean Stern.
- Autour de Balzac : "César Birotteau" (1931)
- Une amie de Balzac, Mme Marbouty (1925)
- Autour d'Eugénie Grandet : d'après des documents inédits (1924)
- Une amie de Balzac : Mme. Marbouty (1925)
- Pendons la crémaillère ! (1912)

## Sources
- Biographies des principales personnalités françaises décédées au cours de l'année, Hachette, 1964
- Augustin Hamon, Les maîtres de la France, Volume 3, 1938